# Vincent Cavanagh

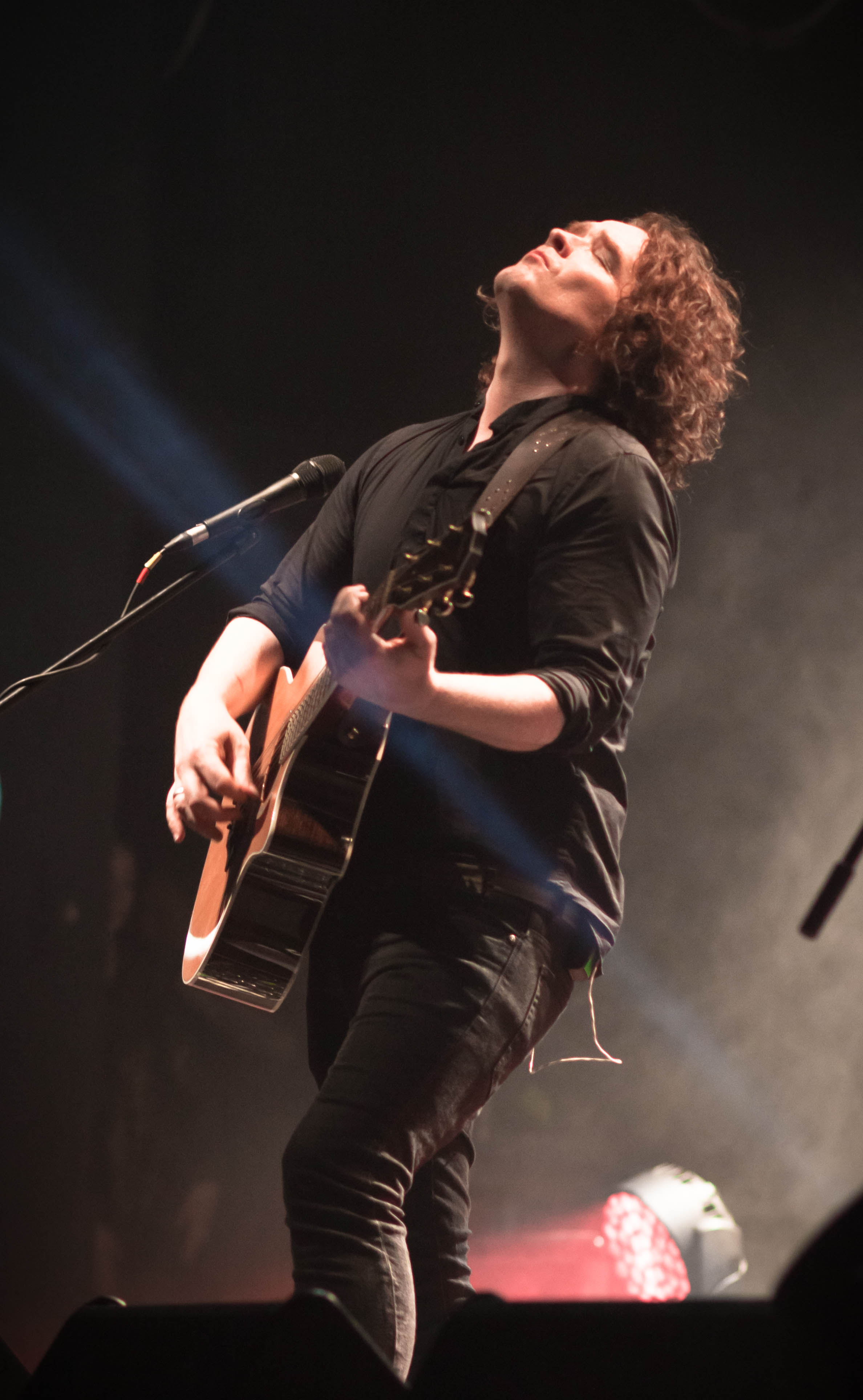
Vincent Cavanagh, 2017

Vincent Cavanagh (* 29. August 1973 in Liverpool) ist ein britischer Komponist, Sänger, Gitarrist und Musikproduzent, der vor allem als Sänger der Band Anathema bekannt wurde und seit der unbefristeten Auszeit der Gruppe Musik unter dem Namen The Radicant veröffentlicht.

## Werdegang

### Anathema
Vincent Cavanagh ist eines der Gründungsmitglieder von Anathema. Er zählt zu den Hauptsongwritern und steuerte Gesang, Gitarre, Keyboards, Songwriting und Produktion während der gesamten Karriere der Band bei. Die Band war von Anfang der 1990er Jahre bis 2020 aktiv und veröffentlichte elf Studioalben, drei Live-Alben und zwei Remake-Alben, die allesamt eine stetige Weiterentwicklung von den Metal-Wurzeln zu alternativen und progressiven Rock zeigten. Anathema erlangte schnell internationale Anerkennung und eine starke globale Anhängerschaft durch umfangreiche weltweite Tourneen. Die Band erhielt mehrere Auszeichnungen, darunter Album of the Year Awards 2010 und 2017.
Im Jahr 2020 traf Cavanagh die Entscheidung, die Band zu verlassen, um sich auf seine Solokarriere zu konzentrieren. In der Folge begann bei Anathema eine Auszeit.

### The Radicant
Mit der Veröffentlichung seiner Debütsingle Zero Blue (NSSMix) im Juni 2024 startete Cavanagh sein Soloprojekt The Radicant und markierte damit eine Verschiebung hin zu experimentellen, Ambient- und Kino-Soundscapes. Im Juli 2024 veröffentlichte The Radicant seine erste EP, We Ascend.
Das Projekt betont auch die Integration von Musik mit zeitgenössischem Tanz, bildender Kunst und immersiven Technologien. Unter diesem Spitznamen hat Cavanagh mit Künstlern und Institutionen in ganz Europa zusammengearbeitet und für Installationen, Performances und digitale Umgebungen komponiert. The Radicant spiegelt sein sich entwickelndes Interesse an der Schaffung transdisziplinärer Erlebnisse jenseits traditioneller Musikformate wider.
Im Jahr 2025 komponierte Cavanagh die Partitur für ein Live-Tanz-/Mixed-Reality-Event mit dem Titel Homecoming, das im The Lowry in Salford, Manchester, Premiere hatte. Vincent Cavanagh arbeitet derzeit an The Radicants Debütalbum, das auf Kscope veröffentlicht werden soll, dem Label, auf dem bereits Anathema veröffentlichten.

## Kollaborationen und Gastgesang
2013 trat Vincent Cavanagh mit dem norwegischen Musiker und Sänger Petter Carlsen auf und schrieb gemeinsam den Text von Welcome Change. Der Song, geschrieben von der deutschen Post-Rock-Band Long Distance Calling, erschien auf ihrem sechsten Album The Flood Inside. Die langjährige Freundschaft und Zusammenarbeit zwischen Vincent und Petter Carlsen ist auch auf Petters Album Clocks Don't Count zu sehen, auf dem beide Sänger beim Titel Built to Last zu hören sind.
Im Jahr 2016 arbeitete Vincent mit dem in Großbritannien ansässigen Elektronik-Duo Worriedaboutsatan zusammen, als Gastsänger und Lyriker beim Titel The Restless Wing von ihrem Album Blank Tape. Darüber hinaus steuerte er Vocals für In Celebration of Life und The Perfect Wife bei, zwei Songs der italienischen Band Nosound, die auf ihrem fünften Album Scintilla zu hören sind. 
Im Jahr 2020 arbeitete Vincent Cavanagh mit der britischen Rockband Crippled Black Phoenix an ihrem Album Ellengæst zusammen und steuerte seinen Gesang bei zwei Titeln bei: Lost und House of Fools, von denen letzterer auch seine Texte enthält.